# David Gerber
David Gerber (Brooklyn, Nova Iorque, 25 de julho de 1923 – Los Angeles, 2 de janeiro de 2010) foi um produtor executivo de televisão estadunidense.
Seu trabalho notável na televisão incluíram a série de TV Police Story e Police Woman, de 1970. Outros créditos como produtor executivo incluem Lady Blue, The Ghost & Mrs. Muir, Nanny and the Professor, Cade's County, Seven Brides for Seven Brothers, dentre outros. Gerber foi produtor executivo também do documentário Flight 93, de 2006.
Gerber morreu aos 86 anos de idade no Hospital da Universidade do Sul da Califórnia, em Los Angeles, devido a complicações de insuficiência cardíaca.